# Division d'Honneur 1949-1950
La Division d'Honneur 1949-1950 è stata la 47ª edizione della massima serie del campionato belga di calcio disputata tra il 4 settembre 1949 e il 22 maggio 1950 e conclusa con la vittoria del R.S.C. Anderlecht, al suo terzo titolo.

## Formula
Come nella stagione precedente le squadre partecipanti furono 16 e disputarono un turno di andata e ritorno per un totale di 30 partite.
Le ultime due classificate vennero retrocesse in Division 1.

## Classifica finale
| Pos. | Squadra               | G  | V  | N  | P  | GF | GS | Punti |
| ---- | --------------------- | -- | -- | -- | -- | -- | -- | ----- |
| 1    | R.S.C. Anderlecht     | 30 | 19 | 4  | 7  | 75 | 44 | 45    |
| 2    | K Berchem Sport       | 30 | 17 | 7  | 6  | 68 | 48 | 40    |
| 3    | K.R.C. Mechelen       | 30 | 17 | 9  | 4  | 76 | 53 | 38    |
| 4    | K.A.A. Gent           | 30 | 15 | 8  | 7  | 55 | 38 | 37    |
| 5    | KV Mechelen           | 30 | 14 | 8  | 8  | 67 | 46 | 36    |
| 6    | Anversa               | 30 | 14 | 8  | 8  | 68 | 49 | 36    |
| 7    | R.F.C. de Liège       | 30 | 13 | 10 | 7  | 74 | 47 | 33    |
| 8    | Olympic Charleroi     | 30 | 11 | 9  | 10 | 53 | 57 | 32    |
| 9    | Racing Club Bruxelles | 30 | 11 | 11 | 8  | 51 | 61 | 30    |
| 10   | R. Beerschot AC       | 30 | 12 | 12 | 6  | 62 | 62 | 30    |
| 11   | R. Charleroi S.C.     | 30 | 7  | 14 | 9  | 44 | 73 | 23    |
| 12   | Tilleur FC            | 30 | 4  | 12 | 14 | 33 | 44 | 22    |
| 13   | Standard Liegi        | 30 | 8  | 16 | 6  | 51 | 69 | 22    |
| 14   | Club Brugge K.V.      | 30 | 9  | 17 | 4  | 43 | 60 | 22    |
| 15   | KM Lyra               | 30 | 7  | 18 | 5  | 51 | 81 | 19    |
| 16   | Stade Louvain         | 30 | 4  | 19 | 7  | 46 | 85 | 15    |

G = Partite giocate; V = Vittorie; N = Nulle/Pareggi; P = Perse; GF = Goal fatti; GS = Goal subiti; 